# 平戸インターチェンジ
平戸インターチェンジ（ひらどインターチェンジ）は、長崎県佐世保市江迎町栗越に建設中の西九州自動車道（松浦佐々道路）のインターチェンジ (IC) である。名称は平戸市から採られているが佐世保市に位置しており、平戸市へのアクセスには長崎県道258号平戸江迎線を経由する想定がされている。。

## 道路
- E35 西九州自動車道（松浦佐々道路）

## 歴史
- 2021年（令和3年）7月19日 : IC名称が「平戸IC」で正式決定[2]。
- 2025年（令和7年）度 : 松浦IC - 平戸IC間 開通に伴い、供用開始予定[3]。
- 未定 : 平戸IC - 佐々IC間 開通予定。

## 周辺
- 平戸島
- 平戸大橋

## 隣
E35 西九州自動車道（松浦佐々道路）
(11) 松浦IC - 平戸IC（事業中）- 江迎鹿町IC（事業中）